# Eenheids Vakcentrale
De Eenheids Vakcentrale (EVC) was een Nederlandse vakcentrale, gelieerd aan de Communistische Partij van Nederland (CPN), die bestond van 1944 tot 1964. Als centraal orgaan publiceerde de EVC het tijdschrift Werkend Nederland.

## Geschiedenis
Al in 1944 werd in het zuiden van Nederland begonnen met de oprichting van een Eenheids Vakbeweging (EVB), later omgedoopt tot Eenheids Vakcentrale (EVC). Het streven was een brede vakbeweging, die openstond voor alle werkenden. Vanaf 1945 groeide zij sterk uit onvrede over de uitsluiting van communisten door de algemene vakcentrale NVV. De EVC was aangesloten bij het in 1945 opgerichte Wereldvakverbond (WVV), een internationale koepelorganisatie van vakbonden.
In de eerste jaren na de bevrijding was de EVC zeer actief. De bond voerde loonacties en organiseerde stakingen, onder andere in de havens van Amsterdam en Rotterdam en grote bedrijven als Hoogovens en Werkspoor. Daarnaast ageerde de EVC tegen de politionele acties in Nederlands-Indië.
Op het hoogtepunt van haar bestaan, enkele jaren na de oprichting, had de EVC 160.000 leden. Pogingen tot samenwerking met andere vakbonden strandden echter door de anticommunistische opstelling van die bonden tijdens de Koude Oorlog. Maar ook de verhouding met de CPN was gespannen. De CPN beschouwde het bestaan van verschillende vakcentrales waarmee de arbeiders verdeeld werden langs levensbeschouwelijke lijnen (sociaaldemocratisch, christelijk, communistisch), als een ongewenst verschijnsel. Daarom ijverde de CPN al kort na de oorlog voor een fusie van gelijken tussen NVV en EVC. Ook de EVC-leiding deelde dat standpunt. Besprekingen tussen de EVC en NVV leidden daar niet toe.

### Scheuring
De bemoeienis van de CPN met de EVC leidde in 1948 tot de eerste grote scheuring. Tegenstanders van de fusie besprekingen met het NVV werden door het hoofdbestuur uit hun functie gezet. Dit leidde tot de afsplitsing van de bedrijfsgroep Horeca personeel, vrijwel de volledige afdeling Rotterdam (dat het OVB oprichtte) en de Algemene Nederlandse Bond van Zeevarenden. In de jaren nadien werd de EVC door werkgevers en concurrerende vakcentrales (CNV, KAB en NVV) en hun bonden buitengesloten van het reguliere overleg, wat haar invloed beperkte. De CPN bemoeide zich voortdurend met de koers en de leiding van de EVC. Het dalend ledental deed de discussie ontbranden over opheffing van de vakbond in 1958. De CPN, bij monde van partijleider Paul de Groot, bleef op het standpunt dat het bestaan van verschillende vakcentrales voor de arbeiders nadelig was, zelfs zo nadelig dat de EVC ruime toegevingen moest doen om tot de gewenste eenheid van arbeiders te komen. De scheuring in de EVC viel ten dele samen met de afsplitsing van de Brug-groep uit de CPN. EVC-bestuurders Frits Reuter en Bertus Brandsen zegden hun partijlidmaatschap op; zij werden mede-oprichters van de Brug-groep. Partijgetrouwe EVC-bestuurders vormden een "voorlopige commissie" die op 7 en 8 juni een buitengewoon congres organiseerde. Dit buitengewoon congres koos een nieuwe leiding die zich tegenover de "oude" EVC-leiding van Brandsen-Reuters plaatste.
De EVC splitste zich in een groep Brandsen-Reuters e.a., die verderging als "oude" EVC, en een CPN-getrouwe, zgn. EVC-1958. De BVD schatte de aanhang van de "oude" EVC op minder dan 3.000 en dat van de EVC-1958 op 15.000 tot 18.000. Opgeteld nog minder dan vóór de scheuring. Beide EVC's maakten aanspraak op het lidmaatschap van het WVV, wat uiteindelijk in het voordeel van de EVC-1958 werd beslecht.

### Opheffing
Na de scheuring werd de opheffing van de EVC-1958 doorgezet. De opheffing was in 1960 een feit. Een deel van de werkzaamheden van de EVC werd tijdelijk voortgezet in het Centrum van propaganda voor eenheid en klassenstrijd, onder leiding van Fré Meis. Feitelijk fungeerde dit centrum als sterfhuis voor de EVC '58.  De activiteiten op de werkvloer werden voortgezet door de bedrijfskernen van de CPN.  Door het anticommunisme in de NVV-bonden konden (ex-)EVC'ers en CPN'ers niet als vanzelfsprekend tot de NVV toetreden; alle aanmeldingen bij NVV bonden als Mercurius werden gescreend door de BVD. De "oude" EVC werd, na een afgewezen fusie met het OVB, in 1964 opgeheven. De uitzondering op de teloorgang van de EVC vormde de ABWB -aangesloten bij de EVC '58!- die tot in de jaren (negentien)tachtig heeft bestaan.   

## Vertegenwoordiging
Sterke vertegenwoordiging had de EVC onder de bouwvakarbeiders, in de metaalbedrijven en scheepswerven in Amsterdam. Als niet-erkende bond kon de EVC voor de ondernemingsraadsverkiezingen in bedrijven geen eigen lijsten indienen, in tegenstelling tot erkende bonden. Dat verhinderde haar niet eigen kandidaten te stellen. 

## Bedrijfsbonden aangesloten bij de EVC
Als vakcentrale bestond de EVC uit aangesloten bedrijfsbonden. Deze bonden publiceerden ook ieder eigen tijdschriften. De bedrijfsbonden waren onder meer:
- ABHM (Algemene Bond van Werkers in de Hout- en Meubileringsindustrie)
- ABT (Algemene Bedrijfsbond Transport)
- ABTI (Tabakindustrie)
- ABV (Algemene Bond van Vervoerspersoneel)
- ABWB (Algemene Bond van Werkers in de Bouwnijverheid)
- ABWM (Algemene Bond van Werkers in het Mijnbedrijf)
- ANBH (Algemene Nederlandse Bond van Hotelpersoneel)
- ATLK (Algemene Bond van Werkers in de Textiel- en Kledingindustrie)
- ASV (Algemene Bond van Vervoerspersoneel)
- BHBV (Algemene Bond van Werknemers in Handel- Bank en Verzekeringswezen)
- BLZ (Bond van Land- en Zuivelarbeiders)
- BNOP (Bond van Nederlands Overheidspersoneel)
- Chevofa (Chemische-, voeding- en fabriekmatige bedrijven)
- GRAFISCHE (Bond van werknemers in grafische en papierverwerkende industrieën)
- DE METAAL (Bond van Werknemers in de metaalnijverheid en aanverwante bedrijfstakken)